# Crisis carcelaria en Colombia
La crisis carcelaria de 2012 en Colombia hace referencia a las actuales condiciones infrahumanas  en que vive gran parte de la comunidad rea de Colombia.

De acuerdo con las investigaciones realizadas por varios congresistas, defensores de derechos humanos y el periódico El Tiempo en centros penitenciarios como Cárcel La Modelo existe un sobre-población rea superior al 40%, con alto riesgo de brotes de enfermadades y de colapsos en las estructuras del penal.
La situación ha sido tal, que el sindicato de guardianes penitenciarios manifestó que no permitiría el ingreso de más capturados a las cárceles.

Como medida inmediata, el Instituto Nacional Penitenciario y Carcelario (INPEC) tramitó el traslado de presos en cárceles sobre-pobladas a penales no tan 'llenos'. En contradicción a los sugerido por la investigaciones, el General de la Policía y director del INPEC Gustavo Adolfo Ricaurte manifestó que la cobertura en los penales colombianos ha mejorado.

Paradójicamente, mientras los presos por delitos comunes están recluidos en penales hacinados, los detenidos e investigados por millonarios desfalcos al estados y señalados por tener relaciones con el narcoparamilitarismo, están recluidos en bases militares y centros donde gozan de excentricidades: Recalcó el congresista del Polo Democrático Alternativo Iván Cepeda, durante el debate de control político realizado en el congreso sobre la situación.
Cepeda añadió que la crisis se gestó desde la Política de Seguridad Democrática.